# Christine Goerke
Christine Goerke (Medford, 1º gennaio 1969) è un soprano drammatico statunitense; ha cantato gran parte del repertorio per soprano più importante, a cominciare dalle eroine di Mozart e Händel ed ora passando ai ruoli drammatici di Strauss e Wagner.

## Primi anni e formazione
Figlia di Richard Goerke e Marguerite Goerke, Christine è nata nel 1969 nello Stato di New York. È cresciuta a Medford, New York, dove ha frequentato la Tremont Elementary School, la Oregon Avenue Middle School e la Patchogue-Medford High School. Dopo il liceo la Goerke ha frequentato la SUNY Fredonia per un semestre nell'autunno del 1986 per formarsi in educazione musicale con una specializzazione in clarinetto. Durante la sua permanenza lì, la Goerke si interessò sempre più alla musica vocale e alla fine decise di conseguire una laurea in interpretazione vocale. Nel 1989 la Goerke entrò nel corso di laurea in musica presso la Stony Brook University, presso la quale si è laureata in canto nella primavera del 1994. Diventò un membro del Metropolitan Opera's Young Artist Program dal 1994 al 1997.

## Carriera
La Goerke iniziò la sua carriera cantando ruoli minori al Metropolitan Opera come parte del Young Artist Program della compagnia. Tra gli altri ruoli è apparsa come la Prima dama in Il flauto magico di Mozart, l'Alta Sacerdotessa nell'Aida di Verdi e la Ship's Doctor/Space Twin 1 in The Voyage di Philip Glass. Nella stagione 1997/98 cantò il suo primo ruolo importante al Metropolitan Opera, Donna Elvira nel Don Giovanni di Mozart.
Nel 1997 ottenne il suo primo ruolo importante al di fuori del Met, il ruolo principale di Ifigenia in Tauride con la Glimmerglass Festival. Continuò ad interpretare lo stesso ruolo quell'anno con la New York City Opera e in concerto con i Boston Baroque alla Jordan Hall di Boston nel 2000, che fu anche registrato.
Dopo che la sua voce cambiò la Goerke passò a interpretare parti che richiedono una voce più potente, come le eroine delle opere di Wagner. Nel 2013 interpretò il ruolo della moglie del tintore in La donna senz'ombra al Metropolitan Opera ottenendo ampi consensi dalla critica, dopo di che le fu offerto il ruolo di Brunilde nella produzione 2018/19 del Met del Ciclo dell'Anello. Nello stesso teatro cantò il ruolo della protagonista nella Turandot di Puccini nel 2015.
La Goerke realizzò una collaborazione con l'Edinburgh International Festival, debuttando nel ruolo di Brünnhilde ne La Valchiria del 2017, tornando per Sigfrido nel 2018 e concludendo con Il crepuscolo degli dei nel 2019.
Il 2 ottobre 2005 Christine Goerke ha sposato James Holloway, un ex chef che ora lavora nell'impresa edile della sua famiglia. Hanno due figlie e risiedono a Teaneck, nel New Jersey.

## Onorificenze
La Goerke ha ricevuto numerosi premi e ha vinto diversi concorsi musicali. Ha vinto il Robert Jacobson Study Grant nel 1994, un ARIA Music Awards nel 1996 e un George London Award nel 1996, un Richard Tucker Career Grant nel 1997. Nel 2001 ha ricevuto il prestigioso Richard Tucker Award. È stata anche premiata dalla Lotte Lehmann Foundation. Nel 2010 ha ricevuto un Distinguished Alumni Award dalla Stony Brook University.
È presente in due CD vincitori del Grammy Award: la registrazione del 1999 di War Requiem di Benjamin Britten con la National Symphony Orchestra e la registrazione del 2003 di A Sea Symphony di Ralph Vaughan Williams con Robert Spano e l'Atlanta Symphony Orchestra. Nel 2014 ha ricevuto il Premio Helpmann come miglior interprete femminile in un'opera per la sua interpretazione in Elektra con la Sydney Symphony Orchestra.

## Ruoli operistici
- Agrippina, Agrippina (Händel)
- Alcina, Alcina (Händel)
- Alice Ford, Falstaff (Verdi)
- Ariadne, Ariadne auf Naxos (Richard Strauss)
- Armida, Rinaldo (Händel)
- Brünnhilde, La Valchiria, Sigfrido and Il crepuscolo degli dei  (Wagner)
- Cassandre, Les Troyens (Berlioz)
- Chrysothemis, Elettra (Richard Strauss)
- Countess Almaviva, Le nozze di Figaro (Mozart)
- Donna Anna, Don Giovanni (Mozart)
- Donna Elvira, Don Giovanni (Mozart)
- The Dyer's Wife, La donna senz'ombra (Richard Strauss)
- Elektra Elettra (Richard Strauss)
- Elettra, Idomeneo (Mozart)
- Ellen Orford, Peter Grimes (Benjamin Britten)
- Elisabeth, Tannhäuser (Wagner)
- Female Chorus, The Rape of Lucretia (Benjamin Britten)

- Fiordiligi, Così fan tutte (Mozart)
- Gutrune, Il crepuscolo degli dei (Wagner)
- Iphigénie, Ifigenia in Tauride (Gluck)
- Kundry, Parsifal (Wagner)
- Lady Macbeth, Macbeth (Verdi)
- Leonore, Fidelio (Beethoven)
- The Marschallin, Il cavaliere della rosa (Richard Strauss)
- Musetta, La bohème (Puccini)
- Norma, Norma (Bellini)
- Mme. Lidoine, I dialoghi delle Carmelitane (Poulenc)
- Ortrud, Lohengrin (Wagner)
- Rosalinde, Il pipistrello (Johann Strauss II)
- Sieglinde, La Valchiria (Wagner)
- Senta, L'olandese volante (Wagner)
- Third Norn, Il crepuscolo degli dei (Wagner)
- Turandot, Turandot (Puccini)
- Vitellia, La clemenza di Tito (Mozart)

## Discografia selezionata
- Liebeslieder Waltzes di Brahms con Robert Shaw ed i Robert Shaw Festival Singers, Telarc Records, 1993
- Stabat Mater di Dvořák  con Robert Shaw e l'Atlanta Symphony Orchestra, Telarc Records, 2000.
- Yizkor Requiem di Thomas Beveridge, Naxos American Classics, 2000.
- War Requiem di Benjamin Britten  con Robert Shafer e la National Symphony Orchestra, Naxos, 2000.
- Ifigenia in Tauride di Christoph Willibald Gluck con i Boston Baroque, Telarc, 2000.
- A Sea Symphony di Ralph Vaughan Williams con l'Atlanta Symphony Orchestra, Telarc, 2002.

## Videografia
- 25° Anniversary Metropolitan Opera Gala di James Levine (1996), Deutsche Grammophon DVD, B0004602-09